# Willem Sandberg

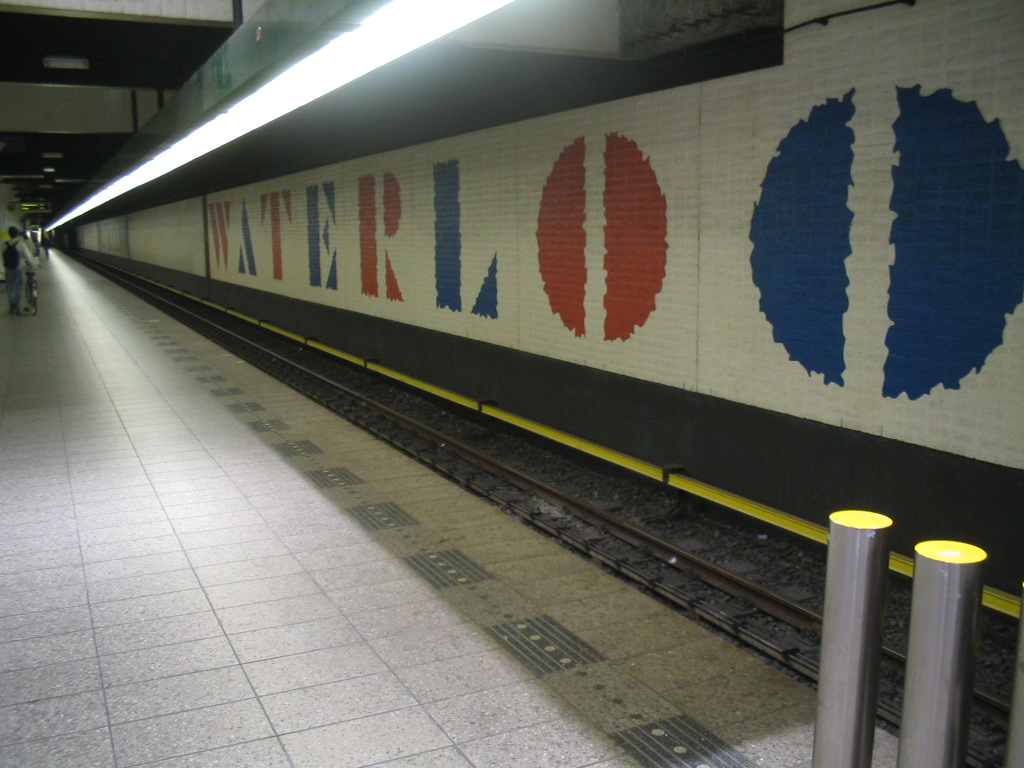
Estación de metro de Waterlooplein con un ejemplo de la tipografía de Sandberg

Jonkheer Willem Jacob Henri Berend Sandberg (24 de octubre de 1897 - 8 de abril de 1984), conocido como Willem Sandberg, fue un tipógrafo holandés, conservador de museo y miembro de la resistencia holandesa durante la Segunda Guerra Mundial.

## Primeros años y carrera
Sandberg nació en Amersfoort, Países Bajos, en 1897 y estudió arte en Ámsterdam. Se convirtió en seguidor del movimiento Mazdaznan. De joven viajó trabajando como aprendiz de impresor en Herrliberg, Suiza. En 1927 visitó Viena, donde estudió el sistema de isotipos de Otto Neurath en el Gesellschafts- und Wirtschaftsmuseum de Viena. En esta época también visitó la Bauhaus de Dessau y conoció a Naum Gabo, pionero del arte cinético.
Al regresar a Ámsterdam, Sandberg comenzó a trabajar como diseñador gráfico, utilizando sus conocimientos de impresión y el sistema Isotype de Neurath. En 1928 inició una larga relación con el Museo Stedelijk y en 1932 se convirtió en miembro de VANK, la Sociedad Holandesa de Artes y Oficios. Allí formó parte del comité que determinaba las exposiciones del museo. De 1937 a 1941 trabajó como conservador de arte moderno del museo.

## Participación en la resistencia holandesa
Durante la Segunda Guerra Mundial, Sandberg participó activamente en el movimiento de resistencia holandés, preparando documentos falsificados para judíos y otras personas buscadas por la Gestapo. Otros componentes  destacados en el Raad van Verzet (Consejo de Resistencia) fueron el pintor y autor Willem Arondeus, los escultores Gerrit van der Veen y Frits van Hall, la violonchelista Frieda Belinfante, el poeta Martinus Nijhoff, la bailarina Suzy van Hall, el abogado Lau Mazirel y el compositor y director de orquesta Jan van Gilse. Poco tiempo después, los nazis comenzaron a descubrir los documentos falsos comparando los nombres con los que figuraban en el registro de población local. Para obstaculizar a los nazis, el 27 de marzo de 1943, Sandberg estuvo entre quienes participaron en la planificación del bombardeo de la Oficina de Registros Públicos de Ámsterdam. Se destruyeron miles de archivos y se frustró el intento de comparar documentos falsificados con el registro. Arondeus y otros diez componentes fueron posteriormente arrestados y ejecutados por un pelotón de fusilamient. La esposa y el hijo de Sandberg fueron arrestados y encarcelados durante varios meses.
Desde diciembre de 1943 hasta abril de 1945, Sandberg se ocultó como Henri Willem van den Bosch para evitar ser arrestado. Durante su tiempo prófugo, formuló Experimenta Typographica, una serie de 19 folletos de tipografía experimental.
Por su participación en el movimiento de resistencia y su ayuda para salvar las vidas de judíos durante la guerra, Sandberg fue reconocido como Justo entre las Naciones el 26 de noviembre de 1968.

## Contribuciones al Museo Stedelijk
Sandberg comenzó a trabajar para el Museo Stedelijk en 1928 y fue nombrado conservador del museo en 1937. Durante su mandato, Sandberg amplió el museo y desarrolló nuevas técnicas de exposición, por las que obtuvo renombre internacional. Aplicó sus conocimientos de diseño gráfico y tipografía a más de 300 catálogos. Después de la guerra, fue nombrado director del museo hasta su jubilación en 1962.
Tras su jubilación, formó parte de los comités del Beaubourg de París y del Museo de Israel en Jerusalén.
El Instituto Sandberg, que es parte de la Academia de Arte y Diseño Gerrit Rietveld, lleva su nombre.